# ويليام شوارتز
ويليام شوارتز (بالإنجليزية: William Schwartz)‏ هو محامي أمريكي، ولد في 6 مايو 1933، وتوفي في 20 ديسمبر 2017.